# Liste des îles d'Iran
Voici une liste des îles d'Iran.

## Îles côtières

### Golfe Persique
- Abu Moussa
- Bent
- Buneh
- Dara
- Farsi
- Forur Bozorg
- Forurgan
- Hendurabi
- Hengam
- Hormuz
- Jonobi
- Kharg
- Kish
- Larak
- Lavan
- Minu
- Qabre Nakhoda
- Qeshm
- Île de Shidvar
- Shif
- Shomali
- Sirri
- Petite Tunb
- Grande Tunb

### Mer Caspienne
- Ashooradeh

## Îles intérieures

### FleuveArvandrood
- Abadan

### Lac Bakhtegan
- Menak

### Lac salé deDasht-e Kavir
- Sargardan

### Lac Tashk
- Gonban
- Narges

### Lac Urumiyeh
- Ali Mirza
- Ahmad Dashi
- Ardashe
- Arezo
- Ashk
- Chaperli
- Danesh Ada
- Darghozler
- Eslami
- Espir
- Gorchin Qaleh
- Kabudan
- Kiyun Daghi
- Nehgane
- Oq Dagh
- Oq Maste
- Qarre Ada
- Samani
- Sojudan
- Yankheli